# 桓侯 (燕)
桓侯（かんこう、生年不詳 - 紀元前691年）は、燕の君主。宣侯の子で、その後を受けて燕国の君主となった。在位7年。